# Burnham Park (Philippines)
Pour les articles homonymes, voir Burnham Park.

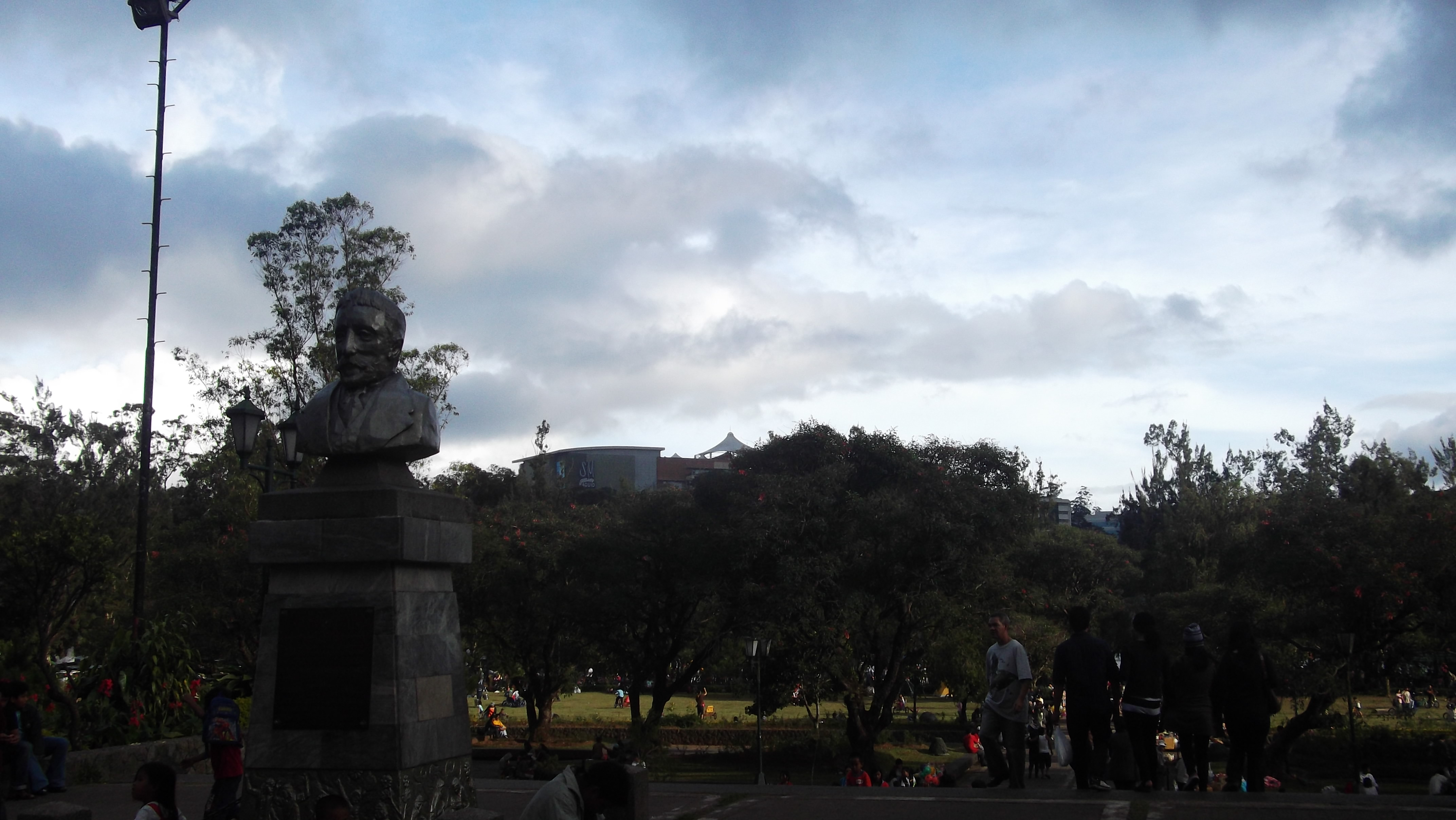
Buste de Daniel Burnham

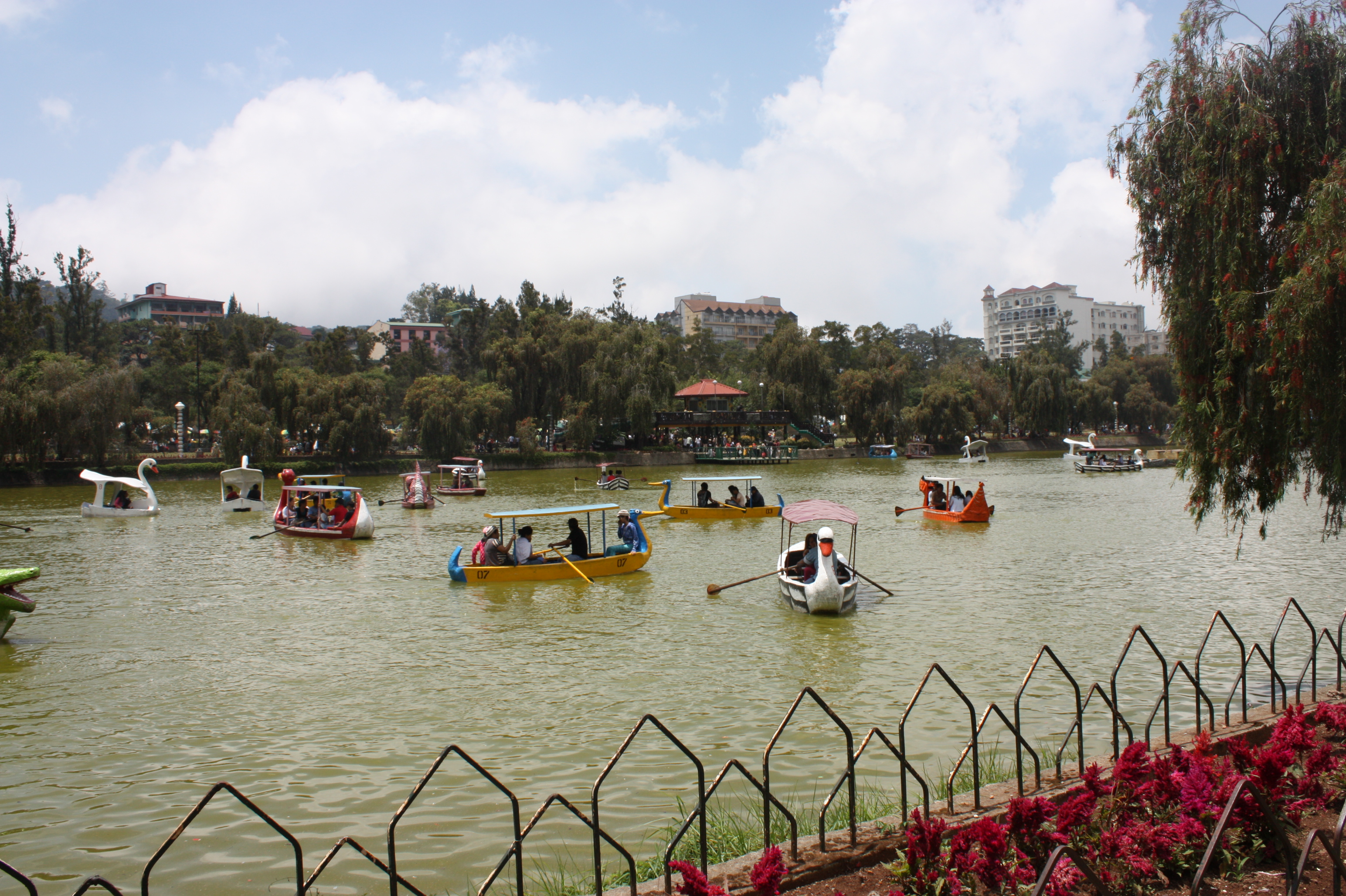
Le lac artificiel

Burnham Park est un parc urbain situé au cœur de la ville de Baguio, aux Philippines. Il a été nommé d'après l'architecte et urbaniste américain, Daniel Hudson Burnham, qui a jeté les plans de la ville. Plusieurs tronçons de route autour de l'extrémité du parc à Camp John Hay, une ancienne base de loisirs des Forces armées des États-Unis aux Philippines. C'est un parc magnifique, qui donne le mont Kabuyao, la plus haute montagne dans la région de Baguio.

## Description
Le parc dispose d'un lac artificiel situé au centre où les touristes peuvent profiter de la navigation de plaisance avec des bateaux loués. Dans la partie sud du parc, une patinoire a été construite. Le Melvin Jones Grand Stand et le terrain de football à la partie orientale du parc sont normalement utilisées pour plusieurs activités comme des défilés, des concerts et des rassemblements politiques. Le parc des enfants et l'« Orchidarium » est situé dans la partie ouest du parc. Il existe également des locations de vélo si l'on souhaite. On peut louer des vélos, des tandems ou même des vélos avec side-cars. On peut aussi trouver petites motos pour les petits enfants àdeux ou trois roues. Un buste de Daniel Burnham a été érigé dans la partie nord, où un jardin de roses se trouve également.
Lorsque le séisme de 1990 de Luçon a tué plus de 100 personnes à Baguio, de nombreuses maisons ont été détruites, laissant de nombreuses personnes déplacées cherchant refuge dans Burnham Park.